# Gnomidolon incisum
Gnomidolon incisum es una especie de escarabajo longicornio del género Gnomidolon, categorizada en la tribu Hexoplonini, de la subfamilia Cerambycinae. Fue descrita por Napp & Martins en 1985.

## Descripción
Mide 6,5-7 mm de longitud.

## Distribución
Se distribuye por Trinidad y Tobago y Venezuela.